# 霍夫莫比爾帕克 (北達科他州)
霍夫莫比爾帕克（英語：Hove Mobile Park）是位於美國北達科他州卡弗利爾縣的非建制地區。

## 地理
霍夫莫比爾帕克所處的海拔為高於海平面502米（即1647英呎），而該地所採用的時區為UTC-6，即北美中部时区（CST）。同時該地設有夏令時間，為UTC-6調快一小時，即UTC-5（CDT）。